# 안동교도소
안동교도소(安東矯導所, Andong Correctional Institution)는 일제강점기부터 이어져 온 대한민국의 교도소이다. 경상북도 안동시 풍산읍에 있다.
교도소장은 교정서기관으로 보한다.

## 역사
1922년 7월 대구감옥 안동분감으로 개청하였으며 1945년 11월 24일 미 군정청에 의해 안동형무소로 승격하였다. 1961년 11월 안동교도소로 개칭하였으며 1985년 12월 동부동에 있던 교도소를 현 위치로 신축 이전하였다.